# NGC 2644
NGC 2644 est une galaxie spirale située dans la constellation de l'Hydre. NGC 2644 a été découverte par l'astronome français Édouard Stephan en 1877.

## Caractéristiques
Sa vitesse par rapport au fond diffus cosmologique est de 2 243 ± 20 km/s, ce qui correspond à une distance de Hubble de 33,1 ± 2,3 Mpc (∼108 millions d'al).
À ce jour, deux mesures non basées sur le décalage vers le rouge (redshift) donnent une distance de 20,750 ± 1,202 Mpc (∼67,7 millions d'al), ce qui est à l'extérieur des valeurs de la distance de Hubble. Notons que c'est avec la valeur moyenne des mesures indépendantes, lorsqu'elles existent, que la base de données NASA/IPAC calcule le diamètre d'une galaxie et qu'en conséquence le diamètre de NGC 2644 pourrait être d'environ 20,6 kpc (∼67 200 al) si on utilisait la distance de Hubble pour le calculer.
NGC 2644 est une galaxie du champ, c'est-à-dire qu'elle n'appartient pas à un amas et qu'elle est donc gravitationnellement isolée. Cette galaxie présente une large raie HI.